# Concerto per clavicembalo

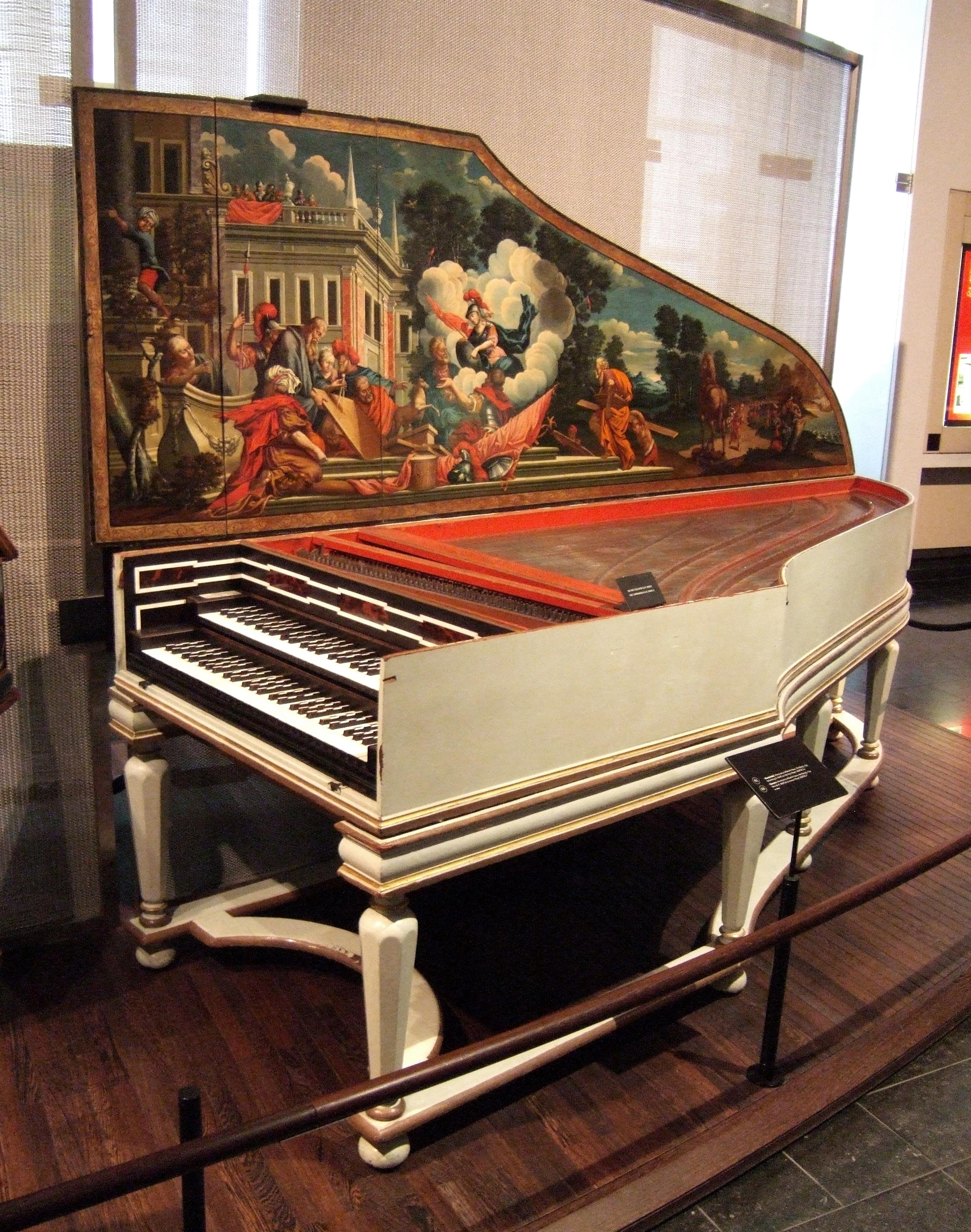
Un clavicembalo del XVIII secolo.

Con l'espressione concerto per clavicembalo si intende una composizione musicale per orchestra nella quale il clavicembalo svolge il ruolo di solista. A volte, quando le caratteristiche dello spartito lo permettono e il brano non necessita obbligatoriamente delle due tastiere del clavicembalo, questi concerti vengono eseguiti anche al pianoforte. Alla fine del XVIII secolo Franz Joseph Haydn e Thomas Arne composero concerti eseguibili indifferentemente su clavicembalo, fortepiano e (in alcuni casi) organo a canne.

## Il concerto barocco
Molti concerti per clavicembalo vennero scritti durante l'epoca barocca.
Il clavicembalo era uno strumento molto comune, ma non fu mai importante quanto il violino o gli strumenti a fiato all'interno del concerto: in questo contesto il clavicembalo era più comunemente utilizzato come strumento per la realizzazione del basso continuo.
Il Concerto brandeburghese n. 5 in re maggiore BWV 1050 di Johann Sebastian Bach fu la prima opera nella quale il clavicembalo apparve come strumento solista. In questo concerto il suo ruolo principale è quello di realizzare il basso continuo, ma esegue anche episodi importanti da solista in tutti e tre i movimenti: nel primo movimento il clavicembalo, dopo rapide scale e passaggi di bravura, ha una sua cadenza solista che dura per circa quattro minuti, mentre l'intera orchestra tace.
Dello stesso autore sono anche i concerti per clavicembalo BWV 1052-1065.
All'epoca era anche di moda prendere concerti per altri strumenti (come il violino) e riarrangiarli per clavicembalo, procedimento che Bach operò con molti concerti di Antonio Vivaldi, come ad esempio il Concerto per quattro clavicembali BWV 1065.

## Il concerto per clavicembalo oggi
Nel XX secolo, grazie al revival del clavicembalo, tornò di moda scrivere concerti per questo strumento. Wanda Landowska commissionò concerti a Francis Poulenc e Manuel de Falla. Questi concerti continuano a essere composti per clavicembalo, in genere nell'ambito della cosiddetta rappresentazione storica. Anche Philip Glass, Frank Martin e Peter Mieg scrissero concerti per clavicembalo.